# أحبني بجدية!
أحبني بجدية!! (باليابانية : 真剣で私に恋しなさい! تنطق باليابانية : ماجي دي واتشي نو كويشيناساي، تترجم حرفياً إلي ., "فلتقع معي في الحب , بجدية !!") يختصر إلي ماجيكوي! (باليابانية : まじこい!), وهو عبارة عن سلسلة رواية مرئية يابانية للكبار تمت أنتاجها بواسطة شركة ميناتو سوفت وتم إصدارها لأول مرة لإجهزة الحاسوب الشخصّي في الثامن والعشرون من أغسطس 2009 (أصدار الطبعة الأولي) وتم أصدار دي في دي في الثلاثون من أكتوبر 2009 (الأصدار العادي) علي قرصي دي في دي.
تم أصدار تتمة للرواية المرئية بعنوان تعال إليّ , بجدية !! س  (باليابانية : まじで わたし に こいしな さい! تنطق باليابانية : ماجي دي واتشي نو كوشيناساي (أس)، تترجم حرفياً , "فلتأتي إليّ, بجدية !!" س) صدرت في عام 2012، وسلسلة من خمسة أقراص فان ديسك تسمى تعال إليّ , بجدية !! أ  (باليابانية : まじで わたし に こいしな さい! تنطق باليابانية : ماجي دي واتشي نو كوشيناساي (أيه)، تترجم حرفياً , "فلتأتي إليّ, بجدية !!" أ)! ! تم إصدارها في عام 2013 .
تم نشر المانغا في مجلة كومب آيس منذ مايو من عام 2010 وتم بث مسلسل تلفزيوني أنمي من أنتاج أستديوهات ليرتشي وتم عرضه في الفترة بين أكتوبر 2011 إلى ديسمبر 2011. قامت شركة سينتاي فيلموركس Sentai Filmworks بترخيص سلسلة الأنيمي في قارة أمريكا الشمالية تحت عنوان ماجيكوي ~ أوه! فتيات الساموراي للبث في أمريكا الشمالية وذلك ولإصدار الفيديو المنزلي في عام 2012. وحصلت شركة أم في أم فيلمس علي حقوق نشر السلسلة في المملكة المتحدة وتم أصدارها في عام 2013.

## القصة
تشتهر مدينة كاواكامي بتمجديها القوي لأسلافها من الساموراي. حيث يتم تقدير الروح القتالية الصحية دائمًا وهي حتى عامل مهم للنجاح في المدرسة. بطل الرواية ياماتو ناوي (直江 大和 ينطق باليابانية : ناوي ياماتو) وهو طالب في السنة الثانية من أكاديمية كاواكامي، دائمًا مع أصدقائه المقربين (ثلاثة أولاد وثلاث فتيات). لقد عرفوا بعضهم البعض منذ أن كانوا صغارًا وقاموا بالقيام بأشياء كثيرة معًا. في حين أن لديهم العديد من الأصدقاء الآخرين، فإن هذه المجموعة المكونة من سبعة هي مجموعة متماسكة ومترابطة. لديهم حتى قاعدة سرية حيث يجتمعون فيها. مع بداية الفصل الدراسي الجديد، يرحبون بفتاتين في مجموعتهم وبعد فترة وجيزة تبدأ الأمور في التغيير.صبحت فنون الدفاع عن النفس القديمة تقليدًا في مدينة كاواكامي وحتى تم إدخالها إلى المناهج الدراسية. في مدرسة كاواكامي الثانوية، من خلال القوة ومهارات القتال. ومع ذلك، على عكس أصدقائه، لايملك ياماتو ناوي قدرات خاصة في هذا المجال.
شاء القدر أن يقع ياماتو في حب مومويو كاواكامي التي تريد أن الفتي الذي تحب يتمتع بالقوة حتى تعترف به كحبيب لها. لكنها أجابت بأن لديها مشاعر حب أخوية نحوه فقط. مرت سنوات، لم يتلاشى حب ياماتو، لكن تلك الفتاة العنيدة لا تزال تعامله بنفس الطريقة.
يكافح ياماتو لتحقيق هدفه، لأنه يري ان القوة المفرطة يمكن أن يذهب العقل. علي الرغم من ذلك لا يلاحظ أنه يقع بالفعل في حب العديد من الفتيات الأخريات.

## الشخصيات

### عائلة كازاما
ياماتو ناوي (直江 大和 ينطق باليابانية : ناوي ياماتو)
أداء صوتي: هيروشي كاميا

هو بطل لعبة الفيديو وسلسلة الأنمي. كان ياماتو يتمتع بدرجة عالية من الذكاء والفهم حتى منذ صغره. هو تكتيكي المجموعة وكثيرا ما يضع مخططات بشأن كيفية كسب المال أو ضرب الآخرين بالخداع. تكسبه تكتيكاته احترام وإعجاب الكثير من الناس، وخاصة أصدقائه. علاقته مع مومويو تكمن نتيجة الوعد الذي قطعه عندما كانا أصغر سنا. في مرحلة ما أثناء طفولتهم، اعترفت مومويو بأنها تحب ياماتو حقًا، بل طلبت منه متابعتها إلى الأبد. تبين أن ياماتو أذكى بكثير مما يتصرف في الواقع. لديه حب شديد لسرطاناته النابضة، يادون وكارين، وينزعج للغاية عندما يمزح الناس حول إزعاجهم لدرجة أنه يخيفهم. ياماتو لديه شبكة اجتماعية ضخمة من الزملاء والاتصالات، لكنه يعتبر فقط أعضاء عائلة كازاما «أصدقائه الحقيقيين». يعيش ياماتو في المسكن في شيمازو حيث يعيش والديه في الخارج مع ترك والده اليابان بسبب عدم قدرة أي شخص على الإعلان بصراحة عما يحبونه ولكن بدلاً من ذلك، سيُسمح له بالإعلان عما يكرهونه. دفع هذا ياماتو إلى أن يصبح رئيس الوزراء من أجل تغيير اليابان حتى يعود والده. على الرغم من أن ياماتو يستخدم أدمغته بدلاً من جسده للقتال، فقد أثبت ياماتو أنه قادر على القتال من خلال الاعتماد على سرعته وحركته وردود فعله لمواجهة خصمه ثم ضرب النقاط الحيوية لإسقاطها. هو هدف عاطفة من العديد من الفتيات في مدينة Kawakami ، أكاديمية Kawakami ، وعائلة Kazama ، خاصة من Momoyo و Miyako. في لعبة Fandisk A-1، تزوج من أزومي، ولكن بشكل خاص أصبحت مياكو حاملاً في اللعبة الأولى في طريقها في النهاية مع طفله الذي سمي على اسم ناوي كانيتسوغو، المحارب الأسطوري سينجوكو. في المباراة النهائية التي تلتف سلسلة، Maji de Watashi ni Koi Shinasai! يؤكد A + و Yamato و Momoyo على مشاعرهم تجاه بعضهم البعض وينهي Momoyo السلسلة الطويلة بقول: Maji de watashi ni koi shinasai!

Momoyo Kawakami (川神 百代 Kawakami Momoyo)
أداء صوتي: Kamishiro Misaki (visual novel), يو أساكاوا (drama CD, anime) (اليابانية)، Carli Mosier (العربية)
بصفتها أكبر عضو في عائلة Kawakami ، يُنظر إلى مومويو على أنها الأخت الكبرى للمجموعة. يتم تحديها بشكل شبه يومي من قبل المقاتلين حول العالم وحتى الطلاب من المدارس الأخرى الذين يسعون إلى الاعتراف والشهرة. ومع ذلك، فقد هزمتهم بكل سهولة بسهولة إلى النقطة التي شعرت فيها بالإحباط والتي خرجت بها من ياماتو من خلال مضايقته. هي أجمل فتاة في كل من أكاديمية كاواكامي ومدينة كاواكامي، ولكن بسبب قوتها القتالية، فإن كل ذكر يشعر بالخوف الشديد من التحدث معها. مومويو هي أيضًا ضيفًا منتظمًا في برنامج إذاعة أكاديمية Kawakami ، حيث يطلب الكثير من الناس ظهورها عليها. في بعض الأحيان، تنسى أن تدفع في الموعد النهائي وتحصل على ياماتو لتمديده لها. في النهاية هي قادرة دائمًا على تسديد ما تدين به. على الرغم من قوتها، فإنها تكره الدراسة وعادة ما تحصل على درجات سيئة لذلك. ونتيجة لذلك، فهي غير قادرة على الانضمام إلى الفئة S حيث أن المتطلبات تشمل أن تكون في الخمسين الأعلى في تصنيف الامتحانات. إنها مغازلة ثنائي الجنس (تذكرنا بشينرا من Kimi ga Aruji de Shitsuji ga Ore de) وستمر إلى الفتيات لأنها لا تعتبر الذكور رجالًا بسبب معاييرها العالية، على الرغم من هزيمتها في قتال، حتى لو بالكاد، سيجعلها تفكر بطريقة أخرى. كثير من الناس يعتبرونها وعلاقات ياماتو شيئًا أكثر عمقًا ويصفونها بأنها مثيرة للاهتمام ومميزة. كما أنها تعتبر ياماتو الشخص الوحيد في العالم الذي يمكنها القيام بأشياء معينة في طبيعة حميمة، بالإضافة إلى الاعتقاد بأنه الوحيد الذي يستطيع أن يجعلها حقًا. تدرك في النهاية أنها تحب ياماتو. تعتبر مومويو أقوى مقاتلة في العالم، في المرتبة الثانية بعد جدها. ومع ذلك، على الرغم من كل قبضاتها القوية، فهي خائفة من الأشباح والأرواح، لأنها تشعر أن أي شيء يمكنها فعله سيؤثر عليهم. هي صديقة ومنافسة مع Ageha Kuki من Kimi ga Aruji de Shitsuji ga Ore de .
Kazuko Kawakami (川神 一子 Kawakami Kazuko)
أداء صوتي: Yukari Aoyama (visual novel), Akane Tomonaga (drama CD, anime) (اليابانية)، Cynthia Martinez (العربية)
الابنة الثانية لعائلة Kawakami وزميل ياماتو. تشتهر كازوكو بسلوكها المبهج وموقفها الذي لا يستسلم أبدًا على الرغم من كونها تعرف بأنها طفل بكاء عندما كانت صغيرة. هي يتيمة وتبنتها سيدة عجوز في شبابها. ومع ذلك، توفيت الأم الحاضنة وتبنت عائلة كاواكامي كازوكو بناء على طلب مومويو. منذ ذلك الحين، نمت لتحب عائلتها الجديدة، لا سيما مومويو ولا تفكر في العثور على والديها الحقيقيين نتيجة لذلك. إنها تتدرب دائمًا وتبحث دائمًا عن معركة جيدة من أجل أن تصبح خصمًا مناسبًا لـ Momoyo وأيضًا مساعد تدريب في معبد Kawakami. إنها هدف للإعجاب والمودة من كل من هيديو كوكي وتاداكاتسو ميناموتو، وهي الأخيرة التي تعرفها من دار الأيتام وتعيش أيضًا في سكن شيمازو مع أفراد عائلة كازاما. تستخدم ناغيناتا بسرعتها التي لا جدال فيها وقد طورت منافسة مع كريس. تُلقب بـ «وانكو» بسبب امتلاكها لميل مثل الكلب، مثل الرد على صافرة يستخدمها كل فرد من أفراد عائلة كازاما للاتصال بها. إنها قادرة على الدراسة أصعب مما تمارسه بمجرد أن تبدأ، ولكن بسبب اهتمامها بكونها مساعدة تدريب، بالكاد تفعل ذلك. لديها علاقة ودية مع Minamoto Tadakatsu ، التي تتطلع إلى أن تحب الأخ الأكبر وتطلق عليها `` Taku-chan '' ، على الرغم من أن Tadakatsu لديها مشاعر قوية لها لكنها لم تتخذ إجراءات بعد بشأنها.
Miyako Shiina (椎名 京 Shiina Miyako)
أداء صوتي: Erena Kaibara (visual novel), هيو-سي (drama CD, anime) (اليابانية)، بريتني كاربوسكي (العربية)
فتاة أخرى من أصدقاء طفولة ياماتو. إنها لطيفة ولكنها خجولة، وفي نفس فئة ياماتو. دائمًا ما يُنظر إلى الرماة من الدرجة الأولى الذي يُرى أنه لا مثيل له على دقتها بنسبة 100 ٪. إنها تعشق ياماتو بجنون منذ أن كانوا أطفالًا بسبب دفاعه عنها من المتنمرين. على الرغم من التقدم الذي أحرزته، إلا أن ياماتو لا تبدي اهتمامًا كبيرًا بها أكثر من كونها صديقة وتميل إلى العثور على تقدمها مزعجًا في بعض الأحيان ومزعجًا للآخرين. نادرا ما تتحدث إلى أي شخص خارج عائلة Kazama بسبب طفولتها، حيث تم اختيارها باستمرار لأنها نحيفة للغاية. نما العديد من أفراد عائلة كازاما للندم على ذلك لأن والدي مياكو كانا يمران بالطلاق في ذلك الوقت، مما جعل المضايقات أكثر صعوبة بالنسبة لها للتعامل معها. ومع ذلك، فهي تهتم بشدة بأسرة كازاما وتبذل جهودًا إضافية للحفاظ على مرتبة المخبأ. تعتبر فتاة جميلة في أكاديمية كاواكامي، ولكن بسبب عاطفتها تجاه ياماتو، يعتقد الكثير من الناس أنها امرأة بالفعل، على الرغم من رفض ياماتو لها باستمرار. كما تعترف بعلاقة ياماتو ومومويو الوثيقة لكنها لا تزال ترفض الاستسلام. كما تظهر أنها ذكية بما يكفي للانضمام إلى الفئة S ، النخبة في أكاديمية Kawakami. في اللعبة، هناك طرق يقبل فيها ياماتو عاطفة مياكو، وحتى إذا لم تنته مع ياماتو، ومع ذلك، يربي طفله بمفرده ولا يزال يحبه بعد ذلك بعقود.
Yukie Mayuzumi (黛 由紀江 Mayuzumi Yukie)
أداء صوتي: Shino Kujo (visual novel), يوكو غوتو (drama CD, anime) (اليابانية)، Emily Neves (العربية)
Yukie هي طالبة منتقلة في السنة الأولى كلفت نفسها بصنع مائة صديق. لقد تسبب خجلها الشديد وردود أفعالها الغريبة حول الناس في إحداث ضرر أكبر من نفعها في هدفها. تتحدث بانتظام إلى حزام هاتف صغير على شكل حصان يُدعى ماتسوكاز يستجيب لها وللأشخاص الآخرين الذين يستخدمون التكلم البطني. إنها سيدة سيوف قوية للغاية لأنها ابنة السيف الحادي عشر مايوزومي. تصف والدها بأنه «صارم ولكنه محترم» ولكن بسبب تدريبها المستمر، فشلت في تكوين أي أصدقاء يكبرون. انتقلت إلى سكن شيمازو في مدينة Kawakami بقصد تكوين صداقات والنمو كشخص. تستدعي في النهاية شجاعتها وتطلب أن تكون صديقة لعائلة كازاما التي يوافق عليها شويتشي (ولكن قبل رفضها بطريقة مزحة، مما يتسبب في إغمائها). من خلال جهودها وبمساعدة Yamato ، يمكنها تكوين صداقات مع Iyo Oowada ، طالبة أكاديمية Kawakami في نفس الفصل. تتمتع مايوزومي بمهارات كافية لدخول الفئة- S من عامها. لديها إعجاب بـ Gakuto لأنه يذكرها بوالدها. لديها أخت أصغر.
Christiane Friedrich (クリスティアーネ・フリードリヒ Kurisutiāne Furīdorihi)
أداء صوتي: شيزوكا إيتو (visual novel), شيزوكا إيتو (drama CD, anime) (اليابانية)، تيفاني غرانت (العربية)
كريستيان طالبة من ألمانيا لا تعرف سوى القليل عن اليابان خارج ما شاهدته في مسرحيات jidaigeki . لا تميل إلى قراءة الجو عندما تظهر المشاكل ولكنها تتبع أوامر ياماتو بما يقوله بالضبط. تمتلك شفرة مبارزة فريدة تستخدمها بسرعة كبيرة. تتصرف بشكل متقلب حول ياماتو حيث يميل هذان الاثنان إلى نهاية المطاف في مواقف غير عادية. لديها إحساس قوي بالعدل الذي وضعها وياماتو على خلاف حيث يستخدم ياماتو حيل قذرة وأي وسيلة ضرورية للفوز. ومع ذلك، فإنها تدرك في النهاية أن ياماتو يستخدم مثل هذه التكتيكات من أجل حماية أصدقائه قبل كل شيء، وهي توافق على ذلك. لديها علاقة شقيقة مع ملازمة والدها مارجيت وحتى أنهم ينامون في نفس السرير. إنها محبة للغاية تجاه والدها، الذي بدوره يحمي كريستيان للغاية لدرجة تهديد أي صبي يحاول المغازلة معها. لديها أيضًا شغف شديد لجمع دمية دب، مع امتلاء غرفتها بها. لدى كريستيان أيضًا تنافس مع كازوكو ويتنافسون في جميع أنواع المجالات مثل الجري والقرفصاء، مع كون كريستيان المنتصر في كثير من الأحيان.
Gakuto Shimazu (島津 岳人 Shimazu Gakuto)
أداء صوتي: Bob Matsunuma (visual novel), تاكيشي كوساو (drama CD, anime) (اليابانية)، Kalob Martinez (العربية)
جاكوتو هي عضلة عائلة كازاما (من جانب الذكر) وهي طويلة وعضلية. لديه رغبة قوية في الحصول على صديقة لكنه يعتبر الفتيات فقط في نفس العمر أو أكبر منه. ومع ذلك، ليس لديه حظ يذكر مع الفتيات وهو مصدر الكوميديا بسبب إخفاقاته. على الرغم من هذا لم يستسلم أبدًا ويعتقد أن العضلات هي ما يجذب النساء. على الرغم من أنه ليس قويًا مثل فتيات عائلة كازاما (لأنه لم يتعلم أبدًا أي أسلوب قتال وركز فقط على بناء جسده العضلي)، فهو مقاتل قادر في حد ذاته وقادر على تحمل الهجمات من كريستيان، مومويو وكازوكو، وإن لم يكن بدرجة عالية. إنه أفضل أصدقاء لـ Moro ويتم مشاهدة الاثنين معًا باستمرار، مع الأشخاص الذين يجعلون الأولاد يحبون النكات عنها والتي لا تؤدي إلا إلى اشمئزازهم. كلا من جاكوتو ومورو يرفضان الخسارة لبعضهما البعض كرجال، لكنهما يتعايشان بشكل أفضل بغض النظر عن ذلك. بسهولة الأكثر انحرافًا في المجموعة، يشعر أنه لا يستطيع التحدث إلا مع ياماتو عن الفتيات لأن Shoichi لا يهمه و Moro خجول جدًا. تمتلك عائلته مسكن شيمازو حيث ياماتو وأفراد آخرين من عائلة كازاما والمبنى الذي يقع فيه مخبأ عائلة كازاما.
Shoichi Kazama (風間 翔一 Kazama Shōichi)
أداء صوتي: Bakuhatsu Fuji (visual novel), كاتسويوكي كونيشي (drama CD, anime) (اليابانية)، غريغ إيرس (العربية)
زعيم عائلة كازاما وأفضل صديق ياماتو الملقب «الكابتن». من أصدقائه. التقى هو وياماتو عندما هرب الأخير من المنزل في اليوم وكان شويتشي يلعب في صندوق من الورق المقوى في حقل. في حين كان هناك القليل من التوتر في البداية، أصبح الاثنان صديقين بسرعة وكانا صديقين منذ ذلك الحين. شويتشي هو صبي، على عكس أقرانه، أكثر اهتمامًا بالمغامرة والاستمتاع من مطاردة الفتيات. وقد أكسبه ميله إلى تولي القيادة في أوقات المرح احترام أصدقائه، وكذلك لقبه. يوصف بأنه الرجل الأكثر حظًا في عائلة كازاما حيث يبدو أنه يمكنه فعل أي شيء دون حتى المحاولة باستثناء الدراسة والأكاديميين بسبب عدم محاولته حتى. علامته التجارية هي باندانا حمراء عليها تنين يراها ترتدي طوال الوقت. لديه القليل من القدرة على قراءة المزاج أو الحساسية لبعض المواضيع التي تميل إلى إزعاج الآخرين وإحراجهم. كلما تم تركه خارج مواقف معينة ووصل إلى المشهد ليجد أن ياماتو قد اعتنى به بالفعل، فإنه يميل إلى رمي نوبة مثل طفل صغير. شويتشي يحظى بشعبية كبيرة أيضًا بين الفتيات، حيث تم تصنيفه كواحد من أكثر الذكور الأربعة وسيمًا في أكاديمية Kawakami. يعترف مومويو أيضًا بشويتشي كرجل، بسبب عدم تسليمه قيادة عائلة كازاما لها عندما كانوا أطفالًا.
Takuya Morooka (師岡 卓也 Morooka Takuya)
أداء صوتي: Senbei Makari (visual novel), كينيتشي سوزومورا (drama CD, anime) (اليابانية)، Blake Shepard (العربية)
المهوس المقيم لعائلة كازاما. الملقب بـ «مورو»، هو أوتاكو كلاسيكي لأنه يحب كلاً من الأنيمي والمانغا. كما أنه ماهر جدًا في أجهزة الكمبيوتر وغيرها من معدات تكنولوجيا المعلومات، ويميل إلى التحدث كثيرًا عنها دون أن يلاحظ. إنه خجول ومحرج حول الفتيات ولكنه مرتاح مع الفتيات في عائلة كازاما. إنه أفضل أصدقاء لـ Gakuto ويتم رؤيته معه باستمرار، مما يجعل الناس يمزحون حول `` حب الأولاد '' الذي لا يؤدي إلا إلى اشمئزازهما. يرفض هو وجاكوتو الخسارة لبعضهما البعض كرجال، لكنهما يتعايشان مع بعضهما البعض بغض النظر عن ذلك. يظهر أن لديه مصلحة سرية في مياكو على الرغم من انفتاح مياكوس على عاطفتها تجاه ياماتو. إن مورو قادر على عبور الثوب مثل الفتاة التي يجدها محرجة للغاية، خاصة أن الرجال مثل جاكوتو على وجه الخصوص يجدونه جذابًا بهذه الطريقة. إنه الأقل انحرافًا للذكور من عائلة كازاما ويحافظ على رغباته أيضًا بينما نادراً ما يكون أكثر انفتاحًا على ذلك في بعض الأحيان. مثل مياكو، فهو يقدر بشدة أفراد عائلة كازاما ووجد أنه من المقلق دعوة كريستيان ويوكي للانضمام إلى المجموعة. في النهاية، تمكن مورو من الترحيب بهما.
Tadakatsu Minamoto (源 忠勝 Minamoto Tadakatsu)
أداء صوتي: جونيتشي سوابي (اليابانية)، Houston Hayes (العربية)
طالب مدرسة زميل يقيم في مساكن شيمازو. لقبه من الجميع هو "Gen" أو "Gen-san" ولكنه يُطلق عليه "Tacchan" من Kazuko. لديه مظهر متوسط للغاية ولكنه شخص لطيف حقًا. بعد أن نشأ في نفس دار الأيتام، كان كازوكو وتاداكاتسو وكازوكو يعرفون بعضهم البعض منذ أن كانوا أطفالًا وكانوا أصدقاء منذ ذلك الحين. في النهاية، تم تبني كلاهما مع Tadakatsu الذي تم الاستيلاء عليه من قبل Usami Kyojin ، وهو مدرس في أكاديمية Kawakami وأيضًا رئيس شركة `` وظائف غريبة '' صغيرة يعد Tadakatsu أيضًا موظفًا وخلفًا مستقبليًا لها. يميل إلى تلقي الكعكة كرمز تقدير لوظائفه، والتي يميل إلى مشاركتها مع ياماتو. لديه عاطفة سرية تجاه Kazuko منذ أن كانا أطفالًا، وهو ما يتجلى في الطريقة التي ينظر بها إليها والطريقة التي يعاملها بها بشكل لطيف مقارنة مع أي شخص آخر. هذا يضعه في خلاف مع Hideo Kuki الذي لديه أيضًا مشاعر تجاه Kazuko. على الرغم من كونه وحيدًا، إلا أن تاداكاتسو يتمتع بشعبية كبيرة ويتم تصنيفه كواحد من أكثر الذكور الأربعة وسيمًا في أكاديمية كاواكامي. نظرًا لأنه يميل إلى التزاوج طوال الوقت، يُفاجأ الكثير من الناس عندما يبتسم أو يشارك كلمة طيبة مع الناس حيث يميل إلى رفع معنوياتهم.

### أكاديمية Kawakami

#### الفئة 2-S
Hideo Kuki (九鬼 英雄 Kuki Hideo)
أداء صوتي: يويتشي ناكامورا (اليابانية)، Andrew Love (العربية)
الممثل الطبقي للفئة S والطفل الأوسط لعائلة Kuki. لديه سحق على Kazuko. وقع في حب موقف كازوكو من محاولته دائمًا تجاوز نفسها السابقة ورغبتها في عدم الاستسلام أبدًا. هو الذي ابتكر ملفات تعريف الارتباط وأعطاها لـ Kazuko. يعتقد هيديو أنه سيكون الحاكم المستقبلي للعالم لأنه متفوق على بقية الناس لكونه عضوًا في عائلة كوكي. لقد اعترف هيديو فقط بـ Aoi على أنه متساوٍ لأن ذكائه على قدم المساواة معه. وبسبب هذا، يعتبره أيضًا صديقًا ويستمع إلى ما يقوله. يميل أيضًا إلى الجدل مع أفراد عائلة Kazama عندما يكونون ودودين للغاية مع Kazuko ، أو عندما يقاطعون محاولته للتحدث مع Kazuko. لديه أيضًا بعض التنافس مع Shoichi.
Azumi Oshitari (忍足 あずみ Oshitari Azumi)
أداء صوتي: ميجو أشيرو (اليابانية)، Elizabeth Bannor (العربية)
خادمة Hideo الشخصية وخادمة، إنها أيضًا مقاتلة قوية. تبلغ من العمر 29 عامًا وحساسة جدًا بشأن عمرها. إنها تحب Hideo ، لكنه يعتبرها فقط خادمة مثالية. عندما لا تشاهد Hideo ، فإنها تميل إلى أن تكون شاذة وعدوانية. في المسار الخاص للعبة، تنصح ياماتو أزومي بإعادة توجيه حبها بلا مقابل لهاديو والتقدم، وتعبت من حياتها بلا حراك. بالنظر إلى أن حالتها العاطفية لا يبدو أنها تحقق أي تقدم، تلاحظ ياماتو جوانب مختلفة من أزومي، وبدلاً من ذلك تتعهد بالجهد الذي يستغرقه الوقت في جعل أزومي حبيبته.
Touma Aoi (葵 冬馬 Aoi Touma)
أداء صوتي: كوجي يوسا (اليابانية)، Connor Leach (العربية)
توما، وهي مخططة ذكية ووسامة، تعمل إلى حد كبير كعقل من الدرجة 2S. إنه متستر تمامًا مثل ياماتو ويبدو أن الاثنين يستمتعان بتنافسهما. يتمتع بشعبية كبيرة لدى السيدات لمظهره وأخلاقه الجيدة، فهو قادر على استخدام هذا للاستفادة بشكل جيد. إنه ثنائي الجنس ويغازل أي شخص يهتم به، باستثناء Jun و Koyuki ، نظرًا لأنهما مثل عائلته.
Koyuki Sakakibara (榊原 小雪 Sakakibara Koyuki)
أداء صوتي: هيتومي (اليابانية)، Allison Sumrall (العربية)
إنها جميلة ولكنها منفصلة عن الفتاة التي تتمسك بكل من توما وجون. يبدو أنها فقدت تماما بدونهم. تحت المظهر الخارجي الجميل، يبدو أنها غير مضطربة تمامًا. إنها تستمع دائمًا إلى ما تقوله توما وتحب أن تسخر من ميول جون لوليكون ورأسه الأصلع.
Jun Inoue (井上準 Inoue Jun)
أداء صوتي: توموكازو سوغيتا (اليابانية)، Chris Ayres (العربية)
أحد أكثر الأشخاص العاديين في فريق الممثلين، على الرغم من رأسه الأصلع، فهو قوي جدًا وسريع ورائع الرأس، ولكن نظرًا لاتجاهاته في اللوليكون، تجعله القصة في كثير من الأحيان بعقب النكات. إنه يكاد يكون سريعًا مثل Kazama وعلى الرغم من أن Azumi يضربه باستمرار ، فهي تعرف أنه قوي جدًا وتختار عدم القتال.
Kokoro Fushikawa (不死川 心 Fushikawa Kokoro)
أداء صوتي: كاوري ميزوهاشي (اليابانية)، هيلاري هاغ (العربية)
كونها عضوًا طفوليًا وطفوليًا في الفئة 2S ، تدرك Kokoro تمامًا أنه لا أحد يأخذها على محمل الجد وأنها كثيراً ما تضحك عليها. في حين أنها متغطرسة ، فهي في الواقع أجمل مما تبدو عليه. إنها مؤهلة بشكل مدهش في القتال ، لكنها تبكي دائمًا عندما تخسر.
Margit Eberbach (マルギッテ エーベルバッハ)
أداء صوتي: Kei Mizusawa (اليابانية)، Caitlynn French (العربية)
جندي من القوات الخاصة من الجيش الألماني ، وخاضع لوالد كريس ، الفريق فرانك فريدريش ، الذي أرسل مارجيت لحمايتها. على الرغم من وضعها في فئة مختلفة ، إلا أن Margit تتمتع بحماية عالية من Chris ، التي ترى أنها أخت صغيرة. إنها تحب القتال ، وهو ما يتعارض أحيانًا مع واجباتها ، ولكن نظرًا لأنها صعبة للغاية فهي تتمتع بسجل جيد جدًا. إنها ترتدي نظارة عين للحد من قوتها ، وتخلعها عند الحاجة.

#### الفئة 2-F
Suguru Oogushi (大串 スグル Oogushi Suguru)
أداء صوتي: نوبوؤو توبيتا (اليابانية)، Leraldo Anzaldua (العربية)
سوغورو ، العضو غير الرياضي في الفئة 2 إف ، تستهزئ بالعالم الحقيقي ، ولا سيما النساء الحقيقيات. إنه ذكي ويحسب إلى حد ما ، ولكنه أوتاكو كامل حتى النخاع. صديقته الأولى تخلت عنه وتركته بكراهية حادة لجميع الناس الحقيقيين. وكثيرا ما يذكر أن الفتيات 2D لن يخونه أبدا.
Ikurou Fukumoto (福本 育郎 Fukumoto Ikuro)
أداء صوتي: كابي ياماغوتشي (اليابانية)، Clint Bickham (العربية)
قرد قصير مثل عضو في الفئة 2F. إن انحرافه الهائج يضع حتى أمثال جاكوتو في العار. الملقب بـ Yonpachi لحفظه جميع مواقع الـ Kama Sutra الـ 48.
Mitsuru Kumagai (熊飼 満 Kumagai Mitsuru)
أداء صوتي: شوزو إيزوكا
كوما عضو ضخم ولكن لطيف من الدرجة 2F ، Kuma هي في الواقع قوية جسديا. نظرًا لكونه شابًا لطيفًا ومعرفة كل شيء عن الطعام ، لديه الكثير من الأصدقاء. إنه ليس فنانًا عسكريًا ولا يحب القتال ، لكنه سيبدأ في الهياج إذا استمر لفترة طويلة دون تناول الطعام.
Mayo Amakasu (甘粕 真与 Amakazu Mayo)
أداء صوتي: Kayo Sakata (اليابانية)، مارغريت ماكدونالد (العربية)
الممثلة الصغيرة ذات الشعر الوردي لـ 2-F ، والتي على الرغم من حجمها وحقيقة أنه لا أحد يأخذها على محمل الجد ، فإنها تعتبر نفسها نوع Big Sister. هي و Chika صديقان لسبب بسيط هو أن Chika دافع عنها عندما تعرضت للتنمر لكونها فقيرة.
Chika Ogasawara (小笠原 千花 Ogasawara Chika)
أداء صوتي: Hiroka Nishizawa (اليابانية)، Kris Carr (العربية)
تشيكا فتاة جميلة وشعبية في الصف 2F ، وهي مراهقة قياسية تقريبًا. بينما تكون بشكل عام شخصًا لطيفًا إلى حد ما ، هناك كل من الأولاد والبنات الذين لا يحبونها وتستجيب بالمثل.
Kuroko Haguro (羽黒 黒子 Haguro Kuroko)
أداء صوتي: Yoshinori Fujita (اليابانية)، David Matranga (العربية)
تميل هاجورو ، وهي فتاة مزعجة إلى حد ما في أسلوب غانغورو من الفئة 2F ، إلى أن تكون بعقب النكات عندما لا يكون جاكوتو والآخرون غير متاحين. لديها القليل في طريق اللحظات المتعاطفة ، ولكن خلال طريق مومو تضحي بنفسها في لعبة الحرب لحماية علم 2F وتتعرض للضرب اللاوعي لجهودها.

#### الطلاب الآخرون
Iyo Oowada (大和田 伊予 Oowada Iyo)
أداء صوتي: Mahiro Chiaki
Iyo هو طالب جديد تم نقله ، وهو أول صديق لـ Mayucchi خارج عائلة Kazama. إنها من مشجعي البيسبول الرئيسيين لدرجة أنها تفقد السيطرة وتصبح شخصًا مختلفًا عادة ما يكون محمومًا للغاية في شغفها.
Kosugi Musashi (武蔵 小杉 Musashi Kosugi)
أداء صوتي: Noriko Rikimaru
يحاول كوسوجي ، وهو طالب جامح ومتعجرف في السنة الأولى ، اختيار المعارك ويعتزم أن يكون أقوى طالب في المدرسة. لقد فشلت تمامًا في إدراك أن Mayucchi ليست أقوى بكثير مما هي عليه فحسب ، بل ربما ثاني أقوى طالب في المدرسة بأكملها خلف Momoyo فقط.
Yumiko Yaba (矢場 弓子 Yaba Yumiko)
رئيس نادي الرماية. فتاة شديدة الخطورة وشديدة مع رغبة سرية في أن تكون لطيفة وجريئة مع فتاة تلميذة محطمة في توما.
Tsubame Matsunaga (松永 燕 Matsunaga Tsubame)
أداء صوتي: جوري ناغاتسوما (اليابانية)، Maggie Flecknoe (العربية)
واحدة من الأربعة الكبار جنبًا إلى جنب مع مومويو ويوكي وأجيها ، بينما لديها قدرة جسدية مثيرة للإعجاب ، من الواضح أن قوتها الحقيقية تكمن في التلاعب والتكتيكات. إنها تستمتع بإثارة ياماتو. أثناء استخدام مجموعة كبيرة ومتنوعة من الأسلحة ، لوحظ أنها ليست جيدة مع naginata مثل Wanko أو مغتصب مثل Chris. يمكن أن تكون تكتيكاتها قذرة جدًا ، لكنها صريحة إلى حد ما بشأن ذلك.
Hikoichi Kyougoku (京極 彦一 Kyougoku Hikoichi)
أداء صوتي: هيكارو ميدوريكاوا
هيكويشي هي سنة ثالثة وزميلتها في مومويو. وهو آخر «إليجانت كواترو»، وهو أول أربعة فتيان في المدرسة يتم تقديمهم. إنه مؤلف للغاية ، ذكي ، ويمكنه استخدام kotodamas للتأثير على عقول الناس ، مما يجعله خصمًا هائلًا.
Nanjou Michelle Torako (南條・M・虎子 Nanjou Michelle Torako) Nanjou Michelle Torako (南條・M・虎子 Nanjou Michelle Torako)
أداء صوتي: Tomoe Tamiyasu
طالب غريب يرتدي غطاء الرأس الهندي دائمًا ويصادف أنه رئيس مجلس الطلاب بطريقة أو بأخرى. معظم الناس لا يتذكرون اسمها الحقيقي.

#### أعضاء هيئة التدريس
Tesshin Kawakami (川神 鉄心 Kawakami Tesshin)
أداء صوتي: Masaaki Tsukada (visual novel), بينبين تاكاوكا (drama CD, anime) (اليابانية)، جون سويسي (العربية)
رئيس معبد كاواكامي ، مدير أكاديمية كاواكامي ، سيد كاواكامي ريو ، وجدو مومويو. هو الحَكَم الأعلى للنزاعات والمبارزات في الأكاديمية عند نشوئها ، وله تأثير كبير في عالم فنون الدفاع عن النفس كمدرس مومويو ، «إله المعركة». يقال أن Tesshin كان على قيد الحياة خلال الحرب الصينية اليابانية.
Umeko Kojima (小島 梅子 Kojima Umeko)
أداء صوتي: ماساكو كاتسكي
أوميكو كوجيما هو مدرس الصف من الدرجة 2-وأو. تستخدم السوط لمعاقبة الطلاب الذين لا ينتبهون في الفصل. يتصل طلابها بـ Ume-sensi أو Oni-Kojima عندما لا تكون في الجوار. هي عزباء ولم يكن لديها صديق على الإطلاق منذ أنها كرست حياتها لدراستها وبعد ذلك إلى حياتها المهنية. إنها مدركة جدًا للآخرين عندما يتحدثون عن عمرها.
Kyojin Usami (宇佐美 巨人 Usami Kyojin)
أداء صوتي: جوجي ناكاتا
مدرس Homeroom من الفئة 2-S وله أجواء رائعة. ومع ذلك ، فهو يقدم نصائح عملية للغاية ، وهو قوي بشكل مدهش. يبدو أنه يحب زميله مدرس أوميكو ، وكل محاولاته تقريبًا لجعلها تقع في حبه تنتهي بالفشل التام. على الرغم من هذا ، لا يزال لا يستسلم.
Lu Shihandai (ルー師範代 Ru Shihandai)
أداء صوتي: هيرويا إيشيمارو
الأستاذ المساعد في معبد كاواكامي بالإضافة إلى مدرس PE في الأكاديمية. إنه لطيف للغاية ويسير وهو مغرم بشكل خاص بـ Kazuko ، على عكس كيف فضل Shakadou Momoyo. على الرغم من النظر في أواخر عشرينياته ، يبلغ من العمر 43 عامًا. يحب اختراع حركات جديدة ، ولكن يبدو أنه يواجه صعوبة في التوصل إلى أسماء لها.
Maro Ayanokouji (綾小路 麻呂 Ayanokouji Maro)
أداء صوتي: دايسكي أونو (اليابانية)، Mark Laskowski (العربية)
مدرس التاريخ الياباني الغريب الذي يشير إلى نفسه في صيغة شخص ثالث. لديه هاجس النبلاء ويفضل أن يعيش في اليابان الإقطاعية. إنه وقح ومرتكز على الذات ومستعد لإساءة استخدام وضع عائلته لإيذاء الناس. علاوة على ذلك ، على الرغم من تدريس التاريخ ، فهو يعلم فقط فترة Heian لأنه يكره كل جزء آخر من التاريخ الياباني.

### شركة كوكي
Ageha Kuki (九鬼 揚羽 Kuki Ageha)
أداء صوتي: ناوكو ماتسوي (اليابانية)، Shelley Calene-Black (العربية)
الابنة الكبرى لعائلة Kuki ، هي واحدة من الأربعة الكبار وشيء منافس لـ Momoyo ، على الرغم من أنه من الواضح أنه أقل قدرة. تخشى هيديو من ذكر اسمها ، على الرغم من أنها أجمل من مونشيرو. لديها علاقة جيدة مع أعضاء معبد Kawakami ، على الرغم من أنها تمارس أسلوب قتال مختلف. مثل شقيقها الصغير هيديو ، تحب أن تعانق مرؤوسيها لكنها تفعل ذلك فقط للإناث. إنها شخصية في الأصل من Kimi ga Aruji de Shitsuji ga Ore de .
Monshiro Kuki (九鬼 紋白 Kuki Monshiro)
أداء صوتي: ماي كادواكي
أصغر طفل من عائلة كوكي ، وأحد البطلات الجدد في س.نضج بشكل ملحوظ وموجه نحو التفاصيل على الرغم من كونه أصغر أخ. إنها أكثر صداقة من أخيها المتغطرس لكنها ذات معنى جيد وتتوافق جيدًا مع ياماتو وأصدقائه سواء كنت تلاحقها أم لا. انتقلت Monshiro إلى الفئة 1-S في أكاديمية Kawakami منذ تخطيها عدة درجات ، مع كبير خدم عائلة Kuki Hyumu Hellsing ، حتى يتم الاعتناء بها في المدرسة. في مسار بديل مستقبلي ، حيث أصبح ياماتو ومونشيرو قريبين ، تذكر كيف أن الجميع يختصر اسمها باسم «مون»، وتنادي ياماتو باسمها الكامل على انفراد فقط عندما تزوج هو ومونشيرو بعد فترة وجيزة.
Tsubone Kuki (九鬼 局 Kuki Tsubone)
أداء صوتي: أي أوريكاسا
مريم عائلة كوكي. إنها امرأة صارمة وفخورة للغاية ، وقد يكون من الصعب جدًا التعايش معها وتخشى من قبل كل شخص يقابلها. بينما تهتم بأطفالها ، فإنها تُظهر حبها بجعلهم يعملون باستمرار ليصبحوا ورثة مناسبين لاسم عائلتهم المرموق. لديها صعوبة في الانسجام مع Monshiro لأنها طفلة زوجها وعشيقة ، ولكن بفضل ياماتو بدأوا في التوافق.
Mikado Kuki (九鬼 帝 Kuki Mikado)
أداء صوتي: Satoshi Tsuruoka
رئيس عائلة Kuki والمدير التنفيذي لشركة Kuki ، على الرغم من أنه دائمًا ما يكون بعيدًا. إنه كسول فاسق لا يأخذ أي شيء على محمل الجد. بعد سماع مآثره ياماتو يصل إلى استنتاج أنه لديه مستوى الحظ كاب.
Hyumu (Hume) Hellsing (ヒューム・ヘルシング)
أداء صوتي: تاكايا كورودا
الأقوى من بين جميع الخادمات والخادمات الذين يخدمون مجموعة كوكي ، في المرتبة رقم 0. وهو أيضًا كبير الخدم الشخصي لميكادو وتسوبون كوكي. خلال S ، يعمل كحارس شخصي لـ Monshiro أثناء حضورها أكاديمية Kawakami. سبب ضعفه الوحيد هو عمره ، على الرغم من أنه بالكاد يوقفه ، وهو و Tesshin كلاهما يحب النساء الغول.
Miss Marple (マープル)
أداء صوتي: هيساكو كيودا
المرتبة الثانية بين الخادمات والخادمات في مجموعة كوكي. امرأة مسنة مسؤولة عن خطة بوشيدو ، مما أدى إلى استنساخ العديد من الأبطال الأسطوريين. إنها ترفض الشباب ، معتقدة أنهم يفتقرون إلى القدرة. يمكن أن تصبح أصغر سنا وأكثر قوة من خلال تقنية خاصة.
Claudio Nero (クラウディオ・ネエロ)
أداء صوتي: موتومو كيوكاوا
عضو مسن في وحدة خدمة Kuki Corporation ، في المرتبة الثالثة خلف Miss Marple و Azumi و Hume. يعتبر الرجل المثالي.
Zozuma
زوزوما هو المصاحب الرابع ، رجل أسود كبير يقضي معظم وقته في أفريقيا. عادة ما يكون جادًا جدًا ، ولكن يبدو أن لديه هوايات غريبة حقًا وروح مرحة من الفكاهة.
Dominguez
دومينغيز هو خادم 11 رتبة وحارس شخصي سابق من المكسيك. على الرغم من أنه ليس فنانًا عسكريًا ، إلا أنه قوي ومرن جدًا. من المعروف أنه لا يتكلم أكثر من اللازم.
Stacy Connor (ステイシー・コナー)
أداء صوتي: هيتومي ناباتامي
مرتبة # 15، ستايسي هي خادمة أشقر ومرتزقة سابقة تنحدر من شوارع ميامي. تم تجنيدها بالقوة في شركة Kuki بعد أن ظهرت للسخرية من Azumi لأنها أصبحت خادمة فقط للضرب من قبل هيوم. تم تدريب ستايسي في القوة العسكرية للولايات المتحدة ، وتعرف كيفية استخدام جميع أنواع البنادق ، إلى جانب كونها خبيرة في القتال عن قرب. تقنية Stacy الأقوى وربما الحقيقية فقط تسمى Ultra Rock. إنها تجعلها أقوى وأسرع بكثير ، لكنها تصبح عدوانية ووحشية للغاية.
Jinchu Lee (李 静初)
أداء صوتي: أسامي إيماي
لي هي الخادمة في المرتبة 16 والقاتل السابق الذي استهدف ميكادو ذات مرة. بعد إحباطها ، تم تجنيدها في شركة Kuki. على النقيض من مهنتها السابقة ، فهي أمومية إلى حد ما ولديها روح مرحة مرحة. إنها ليست قوية مثل Stacy ، ولكنها ذكية للغاية ومرافقة أكثر كفاءة. يتم تدريب جينشو في فنون الدفاع عن النفس الصينية و kempo الصينية مما يجعلها خبيرة في القتال ، مع الأسلحة أو بدونها ، كما أنها تساعد في أعمال مكافحة الاغتيال.
Koi Kiriyama (桐山 鯉 Kiriyama Koi)
أداء صوتي: ريوتارو أوكيايو
الخدم المصنف 42 لشركة Kuki ، إنه لا يحظى بشعبية إلى حد ما بسبب موقفه اللزج والتثبيت على والدته. تم تكليف كوي بمهمة البحث في جميع أنحاء العالم والبحث عن الأشخاص ذوي المهارات الساحقة. كان هو الشخص الذي استطلع تسوبامي ماتسوناغا. إن كوي مهذب بشكل سطحي ، ولكنه أيضًا متعاطف ومعادي.
Sheila Colombo (シェイラ　コロンボ)
أداء صوتي: Sora Haruka
شيلا هي مرتزقة سابقة من البرازيل ومعرفة ستايسي. على الرغم من أنها تتصرف بطريقة لطيفة ، إلا أنها سامة مثل سلطاتها. ولدت مع القدرة على إنتاج السموم من جسدها أو إضافتها إلى جسدها وخلطها. تعتمد شيلا بشكل كامل على السموم في القتال. إنهم فعالون ، ولكن ضد الخصم الذي يحرس أنفسهم بذكاء ليس لديها أي حيل أخرى لاستخدامها.
Kojurou Takeda (桐山 鯉 Takeda Kojurou)
أداء صوتي: نوبويوكي هياما
خادم Ageha ، الذي يحتل المرتبة 999 من خدام شركة Kuki Corporation ، يعتبر أضعفهم جميعًا ويتم الاحتفاظ به فقط بسبب مشاركة فصيلة دم Ageha النادرة. ومع ذلك ، فهو مخلص بشدة لسيده ويعوض افتقاره إلى أي مهارة بحماس وحده.

#### خطة بوشيدو
Yoshitsune Minamoto (源 義経 Minamoto Yoshitsune)
أداء صوتي: رينا ساتو
استنساخ أنثى من شركة Kuki Corporation ، نشأت مع Benkei و Yoichi منذ صغرها ، وتعمل كقائد لمجموعتهم. كل 3 يكبرون مثل الأشقاء ولكن لا يزالون يحتفظون بعلاقة السيد / الخادم من الأبطال السابقين. سلاحها كاتانا ، لكنها لا تزال قادرة تمامًا بدونها وهي جيدة مع الناي. مزعجة بلا رحمة من قبل Benkei ، فهي على الأقل جيدة مثل Mayucchi ، لكنها تميل إلى أن تفتقر إلى الدقة ، وهي خرقاء اجتماعيًا وقليلاً من طفل بكاء.
Benkei Musashibou (武蔵坊弁慶 Musashibou Benkei)
أداء صوتي: Nami Kurokawa
رفيق يوشيتسوني ويويتشي المليء بالحيوية والحيوية. يحب Benkei إغاظة Yoshitsune وقرر أن أفضل طريقة لإبقاء Yoichi في الطابور هي التهديدات بالعنف. إنها مشهورة إلى حد ما مع الرجال بالإضافة إلى كونها سهلة الوصول بسبب موقفها الخلفي. تتطلب أفضل خطوة لـ Benkei أن تتعرض للضرب المبرح دون أن تتعرض للخسارة. إنها جيدة جدًا في الطهي ، وهي لاعب شوغي ممتاز وتحب جمع الساكي دون شربه بالفعل.
Yoichi Nasu (那 須与 Nasu no Yoichi)
أداء صوتي: شينيتشيرو ميكي
طالب جديد في أكاديمية Kawakami. الرفيق المصاب بجنون العظمة والقلق الشديد ولكن اللامع من يوشيتسوني وبينكي. إنه في الواقع نسخة مستنسخة من شركة Kuki. على الرغم من عدم ثقته الظاهر ، إلا أنه يتم خداعه أو إقناعه بسهولة إذا اتخذت الموقف الصحيح. يتفوق على مياكو في القوة والقدرة على التحمل وينافسها في الدقة. لديه مظهر جيد ، لكن شخصيته الغريبة تمنعه من أن يكون أكثر شعبية.
Seiso Hazakura/Haou (葉桜 清楚)
أداء صوتي: Ryouko Tanaka
فتاة محبة للكتاب يتم نقلها إلى 3-S. كما أنها مستنسخة ، لكن المديرين التنفيذيين لـ Kuki يحافظون على هويتها الحقيقية سرية للغاية ، حتى من بينها. Seiso هو استنساخ Kouu (شيانغ يو)، جنرال صيني. لديها شخصية بديلة تدعى Haou ، المتغطرسة للغاية ولديها الكثير من الفخر بقدراتها ومهاراتها التي تسبب في طريقها سقوطها الخاص. لحسن الحظ ، إنها قادرة بالفعل على التعلم من أخطائها. مهاراتها القتالية على قدم المساواة بسهولة على مستوى مومويو ، Tesshin's أو هيوم إن لم يكن أكبر من مهاراتهم.

### شخصيات أخرى
Cookie (クッキー Kukkī)
أداء صوتي: ميغومي أوغاتا [Form I] جون فوكوياما [Form II], and فوميهيكو تاتشيكي [Form V] (اليابانية)، أليسون كيث [Form I] and George Manley [Forms II & V] (العربية)
إنسان آلي على شكل بيضة اخترعته عائلة كوكي وأعطيته لعائلة كازاما كهدية. يعيش مع عائلة كازاما ويمكنه صنع صودا الفشار وغيرها من الأطعمة والمشروبات من الداخل. يشير ملف تعريف الارتباط الآن إلى Shoichi على أنه سيده (Kazuko بصفته سيده السابق)، ولكنه يخدم جميع أفراد عائلة Kazama. لديه محاباة صغيرة ، لاحظها ياماتو ، تجاه مياكو. تشرح كوكي ذلك لأنها تلميع بجد ملفات تعريف الارتباط ، بينما تقوم بتنظيف القاعدة السرية لعائلة كازاما في المقابل. على الرغم من كونها روبوتًا ، إلا أن ملفات تعريف الارتباط لديها عواطف ويمكنها التصرف وفقًا لها. لديه ثلاثة تحولات رسمية. وضعه الطبيعي ، وضع التحول ، الذي يحمل شفرة طاقة وقادر على مطابقة المهارات الخارقة ، وكذلك وضع الدماغ.
Gyoubu Shakadou (釈迦堂 刑部 Shakadou Gyoubu)
أداء صوتي: كيجي فوجيوارا (اليابانية)، ديفيد والد (العربية)
مساعد سابق في معبد Kawakami ، Shakadou هو مقاتل قوي للغاية ولكنه كان وحشيًا للغاية بالنسبة لأذواق Tesshin وتم فصله. يبدو أنه ومومويو يتعاونان بشكل جيد بسبب تثبيتهما على القتال والسلطة. لا يبدو أن شاكادو لديه الكثير من الخبث ، فهو يحب القتال فقط من أجله. عندما لا يقاتل ، يكون مستريحًا وودودًا بطريقته الخاصة. وهو الشخصية الرئيسية في طريقه العرضي الخاص الذي يسمى طريق Shakadou no Jun'ai حيث ينتقل من ولاية Kawakami ويصادق فتاة تدعى Sakura Kugenuma. إنه معلم أشقاء إيتاجاكي ، لأنه يعتقد أن لديهم الكثير من المواهب للتجاهل ببساطة ، لكن أكاديمية كاواكامي لن تقبل مثل هؤلاء الطلاب العنيفين.
Tatsuko Itagaki (板垣辰子 Itagaki Tatsuko)
أداء صوتي: Natsumi Yanase (اليابانية)، Tiffany Terrell (العربية)
تاتسوكو ، البكر الثاني لأشقائها ، هي فتاة كسولة بطيئة تنام باستمرار أو تتمنى أن تكون. على الرغم من كونها بسيطة ، فهي أيضًا واحدة من تلاميذ Shakadou ولا تحمل أي خبث حقيقي. ولكن من الغريب أنه لا يبدو أنه يريد تدريبها. انها مفتونة على الفور مع ياماتو. وهي دائمًا قوية جدًا ودائمة ، لكن إمكاناتها الحقيقية لا تظهر إلا عندما تفقد السيطرة ويمكن لقوتها الغاشمة أن تتوافق مع مومويو. تعمل كحارس أمن. أصبحت هي وبنكي أصدقاء عندما واجهتا تسوبامي ماتسوناغا في البطولة.
Ami Itagaki (板垣亜巳 Itagaki Ami)
أداء صوتي: هارومي ساكوراي (اليابانية)، Maggie Flecknoe (العربية)
أكبر إخوة إيتاجاكي. تدير نادي S&M وتقول إنها تبحث عن أفضل ماسوشي. في وظيفتها ، تفضل ألا تفعل شيئًا ملحوظًا لعملائها ، مما يدفعهم إلى جنون مع الترقب والإحباط. لديها فريق عمل في المعركة ومن المدهش أن لديها بعض المهارات المحلية الجيدة.
Ryuuhei Itagaki (板垣竜兵 Itagaki Ryuuhei)
أداء صوتي: تيتسو إينادا (اليابانية)، David Matranga (العربية)
الأخ الأصغر لتاتسوكو. إنه سفاح عنيف ومولع باغتصاب رجال آخرين. على عكس المهن شبه القانونية لـ Tatsuko و Ami ، فقد اعتنق تمامًا حياة الجريمة ويكشف عن الدمار ، لكنه لا يزال يحب عائلته ورئيسه. إنه ليس فنانًا عسكريًا ، ولكن ربما لا يزال أقوى من Angel على الأقل.
Angel Itagaki (板垣天使 Itagaki Angel)
أداء صوتي: Yuuki Kajita (اليابانية)، Caitlynn French (العربية)
الأصغر والأكثر عاطفية من أشقاء Itagaki. إنها مدللة بعض الشيء من قبل أشقائها الأكبر سنا وتقضي معظم وقت فراغها في الممرات. تقاتل باستخدام نادي للغولف وتستخدم منبهًا في المعركة لزيادة أدائها. على الرغم من غضبها بسهولة ، إلا أن Angel حساسة بشكل خاص فيما يتعلق باسمها.

## الأنمي
بعد النجاح الكبير الذي حققته اللعب قررت الشركة صاحبة حقوق اللعبة عن إنشاء آنمي تلفيزيوني يدور حول نفس السلسلة وتم الإعلان عن سلسلة تلفزيونية أنيمي في 18 يناير 2011. تم أصدار الأنمي بواسطة أستديوهات ليرتشي وهو من إخراج كينتاروا موتواجا، وتأليف كاتسوهيكو تاكاياما. تم بث الأنمي على قناة AT-X التابعة لتلفاز طوكيو في الفترة من 1 أكتوبر 2011  إلى 18 ديسمبر 2011. قامت شركة سينتاي فيلم وركس Sentai Filmworks بالحصول علي حقوق نشر الأنمي في أمريكا الشمالية. وتم بث الانمي بدبلجة أنجليزية من خلال قناة شبكة الأنمي بالإضافة إلى بثه على خدمة البث المدفوعة عبر الإنترنت هولو وثم تم إصداره على دي في دي منزلي في عام 2012. يحتوي الأنيمي على شارة أفتتاحية بالأضافة إلي ثلاثة شارات نهاية. الشارة الافتتاحية هي "It Doesn't Hurt to be Slashed by Love" غناء يو أساكاوا وأكاني توموناجا وهيو-سي ويوكو جوتو وشيزوكا إيتو، في حين أن شارات النهاية الثلاث الاولي هي Akane Sora غناء كوتوتو والثانية Fuyu Hanabi غناء هيو سي والثالثة Bushi غناء هيروشي كيتداني.

## استقبال
Maji de Watashi ni Koi Shinasai! تصدرت ترتيب مبيعات Getchu السنوي لألعاب الكمبيوتر في عام 2009،  وقد احتلت مرتبة عالية من خلال تصويت المستخدمين ، حيث جاءت في المرتبة الثانية بشكل عام ، والتاسعة في النظام ، والعاشرة في الموسيقى ، والسادسة في الفيلم (في إشارة إلى الرسوم المتحركة الافتتاحية والنهائية) بين الألعاب من تلك السنة.

## روابط خارجية
- Maji de Watashi ni Koishinasai! الموقع الرسمي باللغة اليابانية
- Maji de Watashi ni Koishinasai! الموقع الرسمي S باللغة اليابانية
- Maji de Watashi ni Koishinasai! A الموقع الرسمي باللغة اليابانية
- الموقع الرسمي للأنيمي باللغة اليابانية
- Majikoi ~ أوه! بنات الساموراي! في Sentai Filmworks
- أحبني بجدية! (أنمي) في شبكة أخبار الأنمي
- أحبني بجدية! في قاعدة بيانات الرواية المرئية
- أحبني بجدية! S في قاعدة بيانات الرواية المرئية
- أحبني بجدية! A في قاعدة بيانات الرواية المرئية